# Medaglia di Sant'Elena

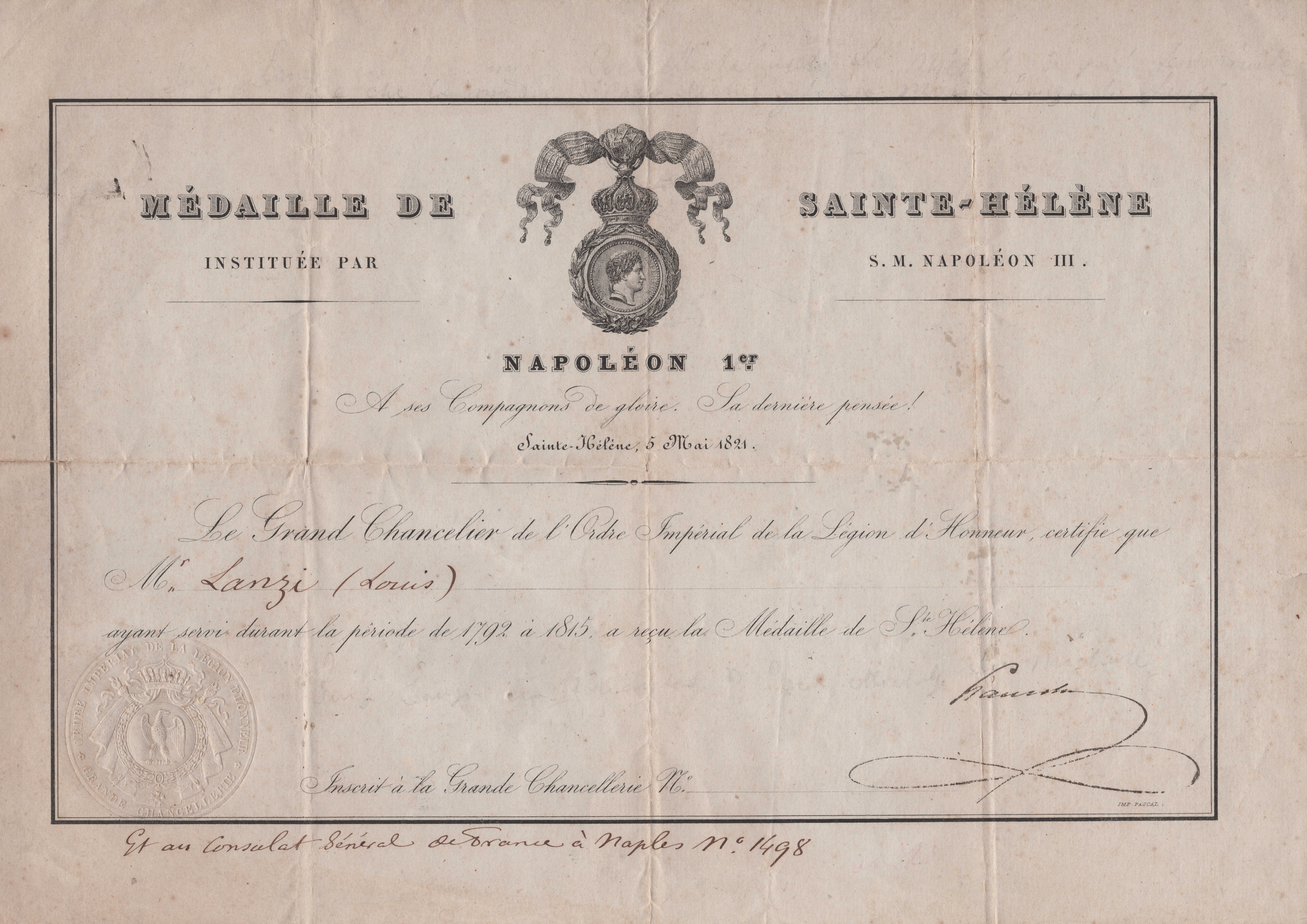
Un diploma di concessione della Medaglia di Sant'Elena (n° 1498), dato in Napoli dal Console Generale.

La médaille de Sainte-Hélène (medaglia di Sant'Elena) fu una medaglia concessa dal Secondo impero francese per onorare quanti avessero combattuto negli eserciti napoleonici partecipando alle battaglie del Primo Impero Francese.

## Storia e insegne
Il 15 aprile 1821, durante il suo esilio all'isola di Sant'Elena, Napoleone I dettò il proprio testamento diviso in tre articoli. Il terzo articolo voleva essere un atto di gratitudine verso coloro che, tra il 1792 e il 1815, avessero combattuto "per la gloria e l'indipendenza della Francia". A tal fine, egli lasciò la metà del proprio patrimonio privato (cioè 200 milioni di franchi) da dividersi tra i suoi fedeli.
Napoleone III, una volta salito al trono, cercò il più possibile di rievocare la mitica figura dello zio Napoleone, creando una decorazione speciale da conferire ai soldati che avevano combattuto sotto le bandiere del Primo Impero nella Grande Armée proprio dal 1792 al 1815. Egli chiamò questa nuova decorazione "medaglia di Sant'Elena" e la conferì a tutti i combattenti sopravvissuti.
La medaglia venne creata con D.I. del 12 agosto 1857 e venne disegnata dallo scultore Albert-Désiré Barre, maestro incisore della zecca parigina.
La decorazione venne concessa a circa 405.000 soldati della Grande Armée di diverse nazionalità (francesi, belgi, danesi, irlandesi, italiani, ecc.) e i dati risultano a oggi ancora molto approssimativi in quanto è impossibile attuare una verifica puntuale dopo l'incendio del 1871 nel palazzo della Legion d'Onore.
L'unica condizione di concessione necessaria era di aver servito nell'esercito francese di terra o di mare tra il 1792 e il 1815, senza alcun periodo minimo di servizio richiesto, né alcun coinvolgimento in una campagna.
La prima distribuzione della decorazione avvenne il 15 agosto 1857 e i primi beneficiari ne furono Girolamo Bonaparte, il maresciallo Vaillant (ministro della guerra), Bernard Pierre Magnan, Aimable Pélissier, Achille Baraguey d'Hilliers, Charles de Flahaut, Ferdinand-Alphonse Hamelin (ministro della Marina), Philippe Antoine d'Ornano, governatore degli Invalides, e molti generali di divisione e di brigata come Giovanni Rocca, ammiragli e vice ammiragli.
La commissione d'assegnazione della medaglia scelse 5.000 tra i più meritevoli insigniti che ricevettero oltre alla decorazione anche una pensione annua di 400 franchi. Di questi 44 erano di nazionalità belga.

## Insegne
- La medaglia consisteva in un disco di bronzo sul cui diritto figurava il profilo dell'imperatore Napoleone I laureato e rivolto verso destra, attorniato dalla scritta "NAPOLEON I EMPEREUR", il tutto inscritto in una corona di rami d'alloro intrecciati. Sul retro si trovava un cartiglio col testo "CAMPAGNES DE 1792 A' 1815. A' SES COMPAGNONS DE GLOIRE, SA DERNIERE PENSEE. 5 MAY 1821" ("Campagne dal 1792 al 1815. Ai suoi compagni di gloria, il suo ultimo pensiero. 5 maggio 1821" e quest'ultima data fa riferimento alla morte dell'imperatore Napoleone I). La medaglia era sormontata dalla corona imperiale francese.
- Il nastro era composto da sette strisce rosse alternate a sei strisce verdi.